# Alex Shelley
Patrick Martin (ur. 23 maja 1983 w Detroit) – amerykański wrestler i fizjoterapeuta, występujący pod pseudonimem ringowym Alex Shelley. W latach 2004–2012, 2020 i od 2022 r. pracuje w amerykańskiej federacji Impact Wrestling (do 2017 r. Total Nonstop Action Wrestling (TNA)).

## Kariera wrestlera
Na początku 2002 r. Martin trenował pod okiem Breyera Wellingtona i Trutha Martiniego. Następnie dołączył do Can-Am Wrestling School, działającej przy kanadyjskiej federacji Border City Wrestling, gdzie jego trenerami byli Joe E. Legend i Scott D’Amore. Zawodnik zadebiutował w marcu 2002 r. jako Alex Shelley. Nazwę stworzył, łącząc imię Alexa, bohatera powieści Mechaniczna pomarańcza, z nazwiskiem Pete’a Shelleya, wokalisty punkrockowego zespołu Buzzcocks z lat 70.
Shelley zadebiutował w federacji Ring of Honor 28 czerwca 2003 r., rywalizując tamże przez dłuższy lub krótszy czas do 2020 r. W 2004 r. rozpoczął współpracę z federacją Total Nonstop Action Wrestling (od 2017 r. Impact Wrestling), która trwała do 2012 r., następnie powrócił w 2020 r. W 2021 r. przerwał karierę wrestlera w związku z obowiązkami zawodowymi wiążącymi się z pandemią COVID-19. W 2022 r. ponownie rozpoczął występy w Impact Wrestling. Indywidualnie zdobył tam tytuł mistrza świata (2023) oraz mistrzostwo X Division (2009).
W 2009 r. odbył pierwszy mecz w japońskiej organizacji New Japan Pro-Wrestling (NJPW), w której walczył także w 2010 r., w latach 2012–2015 i od 2022 r. W 2005 r. (odcinek programu WWE Heat) i 2020 r. (turniej Dusty Rhodes Tag Team Classic) rywalizował także w World Wrestling Entertainment (WWE). Od początku kariery występuje także w wielu federacjach sceny niezależnej.
Oprócz kariery indywidualnej, Shelley odniósł wiele sukcesów w walkach drużynowych. W 2006 r. połączył siły z Chrisem Sabinem, tworząc tag team o nazwie The Motor City Machine Guns. Wspólnie zdobyli, m.in. 3-krotnie tytuły TNA/Impact World Tag Team (2010, 2020, 2022), ROH World Tag Team (2017), IWGP Junior Heavyweight Tag Team (2009) i NJPW STRONG Openweight Tag Team (2022). W 2012 r. nawiązał współpracę
z japońskim zawodnikiem Kushidą, kiedy to utworzyli zespół pod nazwą Time Splitters i dwukrotnie sięgnęli po mistrzostwo IWGP Junior Heavyweight Tag Team (2012, 2014).
Przygotowując się do pracy po zakończeniu kariery wrestlera, Martin został fizjoterapeutą. Chciał to zrobić ze względu na ogólny brak tych specjalistów w wrestlingu oraz pomoc ludziom.

## Mistrzostwa i osiągnięcia
- ACTION Wrestling

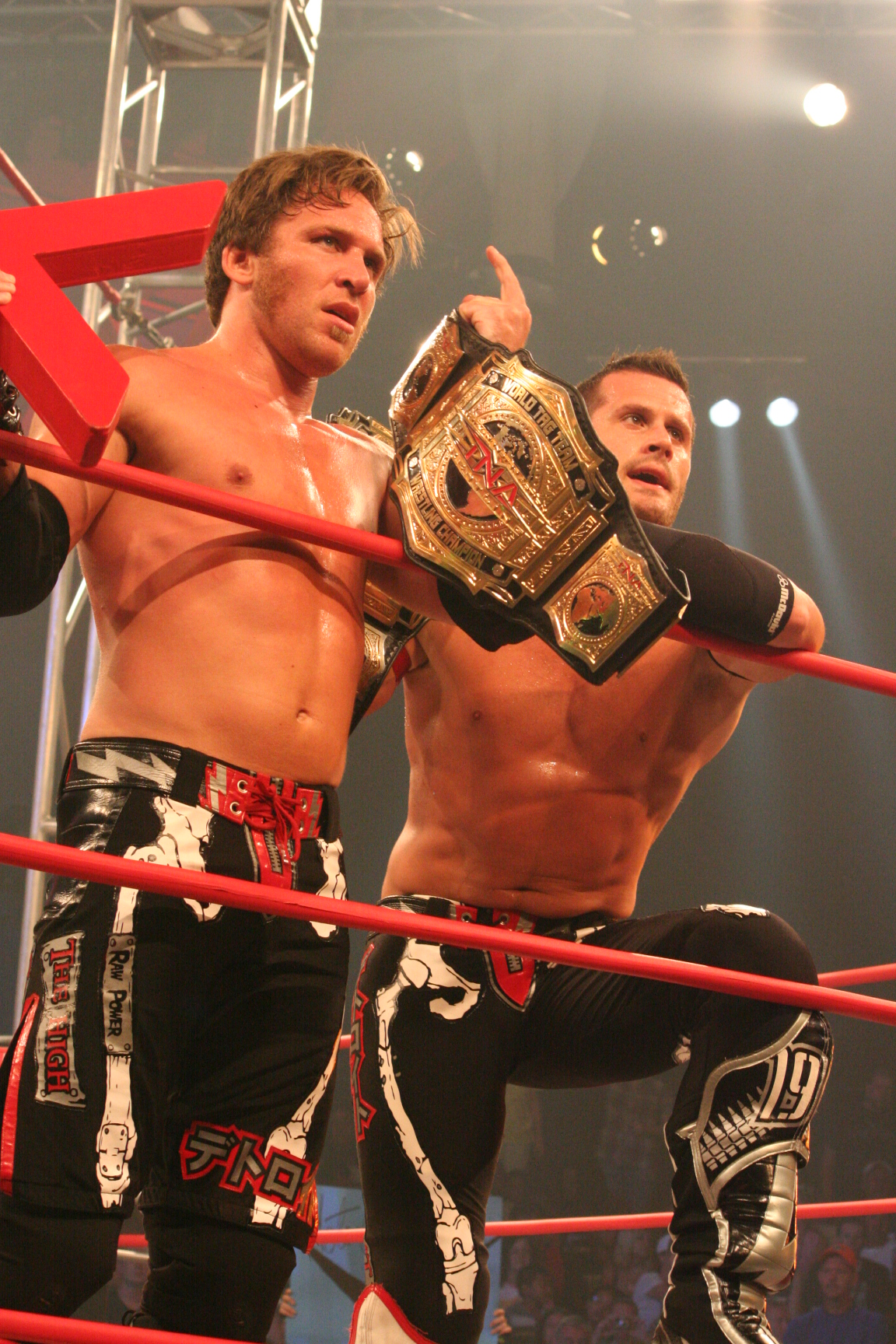
The Motor City Machine Guns (Chris Sabin i Alex Shelley)

  - ACTION Award for Match of the Year (2022) – przeciwko AC Mackowi[18]
- All American Wrestling
  - AAW Tag Team Championship (1 raz) – z Chrisem Sabinem[19]
- The Baltimore Sun
  - Tag Team of the Year (2010) – z Chrisem Sabinem[20]
- Border City Wrestling
  - BCW Can-Am Television Championship (1 raz)[19]
- Black Label Pro
  - BLP Midwest Championship (1 raz)[19]
  - Turbo Graps 16 (2020)[21]
- Combat Zone Wrestling
  - CZW World Junior Heavyweight Championship (1 raz)[19]
- Consejo Mundial de Lucha Libre
  - International Gran Prix (2008)[21]Time Splitters (Alex Shelley i Kushida)
- Destiny Wrestling

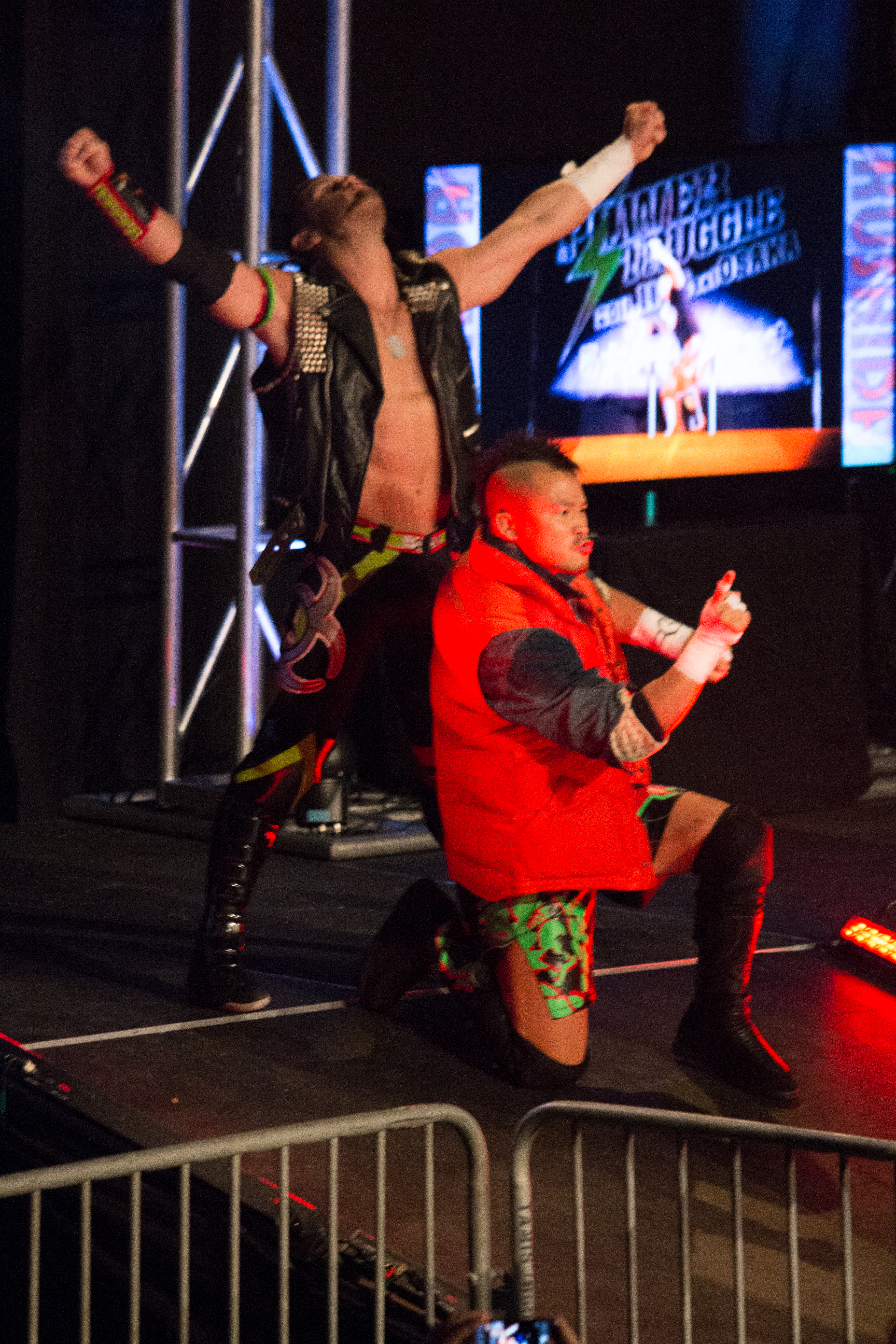
Time Splitters (Alex Shelley i Kushida)

  - Destiny Wrestling World Tag Team Championship (1 raz) – z Chrisem Sabinem[22]
- Game Changer Wrestling
  - GCW Tag Team Championship (1 raz) – z Chrisem Sabinem[19]
- Great Lakes Wrestling
  - GLW Cruiserweight Championship (1 raz)[19]
- IndependentWrestling.tv
  - IWTV Independent Wrestling World Championship (1 raz)[19]
- Insane Wrestling Federation
  - IWF Cruiserweight Championship (1 raz)[23]
- Maryland Championship Wrestling
  - MCW Cruiserweight Championship (1 raz)[19]
- New Japan Pro-Wrestling
  - IWGP Junior Heavyweight Tag Team Championship (3 razy) – z Chrisem Sabinem (1) i Kushidą (2)
  - Strong Openweight Tag Team Championship (1 raz) – z Chrisem Sabinem
  - Super Jr. Tag Tournament (2012) – z Kushidą[21]
- NWA Midwest
  - NWA Midwest X Division Championship (1 raz)[19]
- Ontario Championship Wrestling
  - OCW Tag Team Championship (1 raz) – z R.C. Crossem[12]
- Prestige Wrestling
  - Prestige Championship (2 razy)[19]
- Pro Wrestling Illustrated
  - Tag Team of the Year (2010) – z Chrisem Sabinem[24]
  - PWI umieściło go na 32. miejscu rankingu wrestlerów PWI Top 500 w 2009[25]
- Pro Wrestling Zero1-Max
  - NWA International Lightweight Tag Team Championship (1 raz) – z Chrisem Sabinem[19]
  - Zero1-Max United States Openweight Championship (1 raz)[19]
- Ring of Honor
  - ROH World Tag Team Championship (1 raz) – z Chrisem Sabinem
  - Trios Tournament (2006) – z Abyssem i Jimmym Rave’em[21]
- Smash Wrestling
  - Smash Wrestling Championship (1 raz)[19]
- The Wrestling Revolver
  - PWR Remix Championship (1 raz)[19]
- Total Nonstop Action Wrestling/Impact Wrestling
  - Impact World Championship (1 raz)
  - TNA/Impact World Tag Team Championship (3 razy) – z Chrisem Sabinem
  - TNA X Division Championship (1 raz)
  - Chris Candido Memorial Tag Team Tournament – z Seanem Waltmanem[21]
  - Gauntlet for the Gold (2008 – Tag Team) – z Chrisem Sabinem[26]
  - Paparazzi Championship Series[27]
  - TNA X Division Championship Tournament (2009)[21]
  - World X Cup (2006) – z Chrisem Sabinem, Jayem Lethalem i Sonjayem Duttem[21]
  - Impact Year End Awards (3 razy):
    - Tag Team of the Year (2007) z Chrisem Sabinem[28]
    - Moment of the Year (2020) – powrót The Motor City Machine Guns na Slammiversary (2020), wspólnie z innymi powrotami i debiutami zawodników tej nocy[29]
    - Men’s Tag Team of the Year (2022) z Chrisem Sabinem[30]

  - Dziesiąty mistrz Triple Crown
- UWA Hardcore Wrestling
  - UWA Lightweight Championship (2 razy)[19]
- Westside Xtreme Wrestling
  - wXw World Heavyweight Championship (2 razy)[19]
- Xtreme Intense Championship Wrestling
  - XICW Cruiserweight Championship (1 raz)[19]
  - XICW Midwest Heavyweight Championship (1 raz)[19]
  - XICW Tag Team Championship (3 razy) – z Jaimym Coxxxem[19]